# 2017 en numismatique
Chronologie de la numismatique
- 2016 en numismatique - 2017 en numismatique - 2018 en numismatique

Cet article présente les faits marquants de l'année 2017 en numismatique.

## Principaux événements numismatiques de l'année 2017

### Par dates

#### Avril
- 4 avril 2017 : 
  -  Zone euro : émission des premiers billets de 50 euros de la deuxième série de billets en euros, dite série « Europe ».

#### Mai
- 17 mai :
  -  Suisse : mise en circulation du billet de 20 francs de la 9e série.

#### Octobre
- 18 octobre: mise en circulation du billet de 10 francs de la 9e série[1]

#### Novembre
- 14 novembre : annonce de la découverte d'un trésor à l'abbaye de Cluny de plus de 2 000 monnaies dont 21 dinars en or originaires d'Espagne et du Maroc[2].

#### Année
- Allemagne : émission de la ?e pièce commémorative de 2 euros du pays et 12e sur 16 de la série des Länder, consacrée au land de Rhénanie-Palatinat[3]. Sur cette pièce est représentée la Porta Nigra située à Trèves[3].
- Saint-Marin : émission d'une nouvelle série de pièces en euros (la deuxième), avec changements de motifs, quinze ans après l'émission de la première série.
- Vatican : émission d'une nouvelle série de pièces en euros (la cinquième), avec les armoiries du pape François à la place de son effigie.